# Arthur Emmanuel Espivent de La Villesboisnet
Pour les autres membres de la famille, voir Famille Espivent de La Villesboisnet.
Arthur Emmanuel Joseph Espivent, comte de La Villesboisnet, né le 7 mai 1872 à Leudeville (France) et mort le 12 mars 1939 à l'abbaye Notre-Dame d'Aiguebelle, Montjoyer (France), est un homme politique français du XXe siècle devenu moine trappiste en 1930.

## Biographie
Arthur Espivent de La Villeboisnet entra dans la vie publique à l'âge de 28 ans, en 1900, en accédant à la mairie de Sainte-Reine-de-Bretagne, près de Pontchâteau, en Loire-Inférieure. La même année, le 22 juillet, il était appelé à siéger au conseil général de la Loire-Inférieure.
Ayant épousé la fille du comte Lanjuinais, député du Morbihan (1re circonscription de Pontivy) qui ne se représentait pas aux élections générales législatives de 1914, il brigua le siège que son beau-père avait occupé pendant de longues années et y fut élu. S'il fut élu dès le premier tour de scrutin, le 26 avril 1914, il le fut cependant de justesse : sur 14 526 votants il avait obtenu 7 232 suffrages, soit 18 de plus que son concurrent Maulion qui en rassemblait 7 214.
Il siégea à la Chambre dans le groupe des députés non inscrits et appartint, dès 1914, à la commission de la marine marchande et à celle de l'hygiène publique. Ses interventions à la tribune eurent principalement trait aux questions maritimes et prirent souvent la forme d'interpellations.
Mobilisé peu de temps après, au début de la guerre de 1914-1918, il devait faire celle-ci comme capitaine d'infanterie.
Le rétablissement du scrutin de liste au renouvellement du 16 novembre 1919 devait lui être fatal. En cinquième position sur la liste d'union nationale des républicains indépendants et des conservateurs qui n'eut que trois élus, il obtint pour sa part 45 116 voix sur 107 245 votants, la majorité absolue étant de 52 662.
Après son échec au renouvellement de 1919, il se consacra à la mairie de Sainte-Reine-de-Bretagne et au Conseil général de la Loire-Inférieure, jusqu'au 24 novembre 1930, date à laquelle il démissionna de ces deux postes, en invoquant des raisons de santé.
En réalité, Arthur Espivent de La Villeboisnet, qui venait de perdre sa femme (décédée en juin 1918), se retirait du monde et entrait à la Trappe d'Aiguebelle pour y suivre la règle de vie cistercienne sous le nom de « Père Emmanuel ». C'est là qu'il meurt, le 12 mars 1939, à l'âge de 67 ans.
Il était chevalier de la Légion d'honneur « au titre » du ministère de l'Intérieur.
Dans son livre Mon enfance est à tout le monde, René Guy Cadou, qui vit à Sainte-Reine, son lieu de naissance, de 1920 à 1927, évoque cette personnalité. Il raconte notamment la visite du comte un jour qu'il est malade.

## Ascendance et postérité
Fils aîné d'Arthur Alexandre, comte Espivent de La Villesboisnet (1839-1920), et de Marie Gabrielle Léonie Hennequin (1843-1929), Arthur Emmanuel épouse, le 13 juin 1900 à la Madeleine, Paris VIIIe, Marie Louise Isabelle Marguerite Lanjuinais (1875-1918), fille de Paul-Henri Lanjuinais (1834-1916), député du Morbihan.
- Ensemble, ils eurent :
  - Élisabeth Espivent de La Villesboisnet (24 avril 1901 à Paris Ier - 23 octobre 1989 à Paris XIXe), mariée le 24 octobre 1933, en la paroisse Saint-François-Xavier (Paris VIIe), avec Marie François-de-Sales Michel Paul Pierre d'Humières  (né en 1887), dont postérité (3 filles) ;
  - Nolwen Anne Marie Josèphe Gabrielle Henriette Espivent de La Villesboisnet (2 décembre 1903 à Paris XVIe - 5 juillet 1939 au château de Kerguéhennec, Bignan),
  - Arthur Henri Christophe Marie Joseph Achille Espivent de La Villesboisnet (16 octobre 1906 au château du Deffay, Sainte-Reine-de-Bretagne - 28 mars 1966 à Paris Ve), comte de La Villesboisnet, marié avec Anne de Courtilloles, dont :
    - postérité (1 fille et 5 garçons) ;

  - Brigitte Louise Marie Josèphe Laure Espivent de La Villesboisnet (10 août 1908 au château de Kerguéhennec, Bignan - 17 mars 1997 à Vautorte), mariée le 7 octobre 1942 à Bignan, avec François du Fou de Kerdaniel (1909-1955), dont postérité (2 filles et 4 garçons).

La descendance du comte de La Villesboisnet compte parmi les familles subsistantes de la noblesse française.

## Armoiries
| Figure | Blasonnement |
|        | Famille Espivent de La Villesboisnet D'azur, à trois lévriers courants d'argent, colletés de gueules, bouclé et cloué d'or (Thierry de la Prévalayé). En cœur un écusson aux armes d'Espivent de la Villeboisnet qui sont d'azur à une molette d'or, acc. de trois croissants du même. Ce sont des Armes à enquerre Armes des Espivent de Saint-PerranD'azur, à une molette d'or, acc. de trois croissants du même. |